# Iłona Tiuriajewa
Iłona Pietrowna Tiuriajewa (ur. 15 sierpnia 1968 w Tyraspolu) – naddniestrzańska polityczka. Posłanka Rady Najwyższej Naddniestrza.

## Życiorys

### Młodość i edukacja
Tiuriajewa urodziła się 15 sierpnia 1968 w Tyraspolu (ówcześnie na terenie Mołdawskiej Socjalistycznej Republiki Radzieckiej). W 1985 roku ukończyła gimnazjum w Tyraspolu. W 1990 ukończyła studia na Universitatea Pedagogică de Stat „Ion Creangă” din Chișinău.

### Życie zawodowe
W latach 1993–1998 pracowała w agencjach spraw wewnętrznych Naddniestrza. Od 1998 roku pełniła funkcję zastępczyni dyrektora generalnego ds. zasobów ludzkich i spraw społecznych w firmie Шериф, której właścicielem jest jeden z najbogatszych Naddniestrzan – Wiktor Guszan.

### Działalność polityczna
W marcu 2005 została wybrana członkinią rady miasta Tyraspol. W grudniu tego samego roku została posłanką Rady Najwyższej Naddniestrza 5. kadencji. Z powodzeniem kandydowała również w wyborach w 2010 i 2015, każdorazowo zostając posłanką Rady Najwyższej. Ostatni raz została wybrana do Rady Najwyższej w 2020 roku.
20 listopada 2024 zrezygnowała z mandatu posłanki. 21 listopada 2024 Prezydent Naddniestrza Wadim Krasnosielski mianował ją szefową administracji miasta Tyraspol oraz miasta Dnestrovsc. Zastąpiła Olega Dowgopoła, który pełnił to stanowisko od 2016 roku.

### Życie prywatne
Jest mężatką. Ma dwójkę dzieci.